# Corythosaurus
Corythosaurus (do latim "lagarto de capacete") foi um gênero de dinossauro herbívoro e bípede que viveu no período Cretáceo. Media em torno de nove metros de comprimento e pesava cerca de quatro toneladas. O Corythosaurus possuía uma crista na cabeça, assim como outros membros da sua família. Viveu na América do Norte e seu habitat natural era as áreas litorâneas, onde havia mais alimento e menos predadores.
O Corythosaurus é conhecido por muitos espécimes completos, incluindo o holótipo quase completo encontrado por Barnum Brown em 1911. O esqueleto do holótipo está faltando apenas a última seção da cauda e parte das patas dianteiras, mas foi preservado com impressões de escamas poligonais. O Corythosaurus é conhecido por muitos crânios com cristas altas que lembram as do casuar. Acredita-se que a função mais provável da crista seja a vocalização. Como em um trombone, as ondas sonoras viajariam por muitas câmaras na crista e seriam amplificadas quando o Corythosaurus exalasse. Um espécime de Corythosaurus foi preservado com sua última refeição em sua cavidade torácica. Dentro da cavidade havia restos de agulhas de coníferas, sementes, galhos e frutas, sugerindo que o Corythosaurus provavelmente se alimentava de tudo isso.
As duas espécies de Corythosaurus estão presentes em níveis ligeiramente diferentes da Formação Dinosaur Park. Ambas ainda coexistiram com terópodes como Daspletosaurus e outros ornitísquios, como Brachylophosaurus, Parasaurolophus, Scolosaurus e Chasmosaurus.

## Descoberta

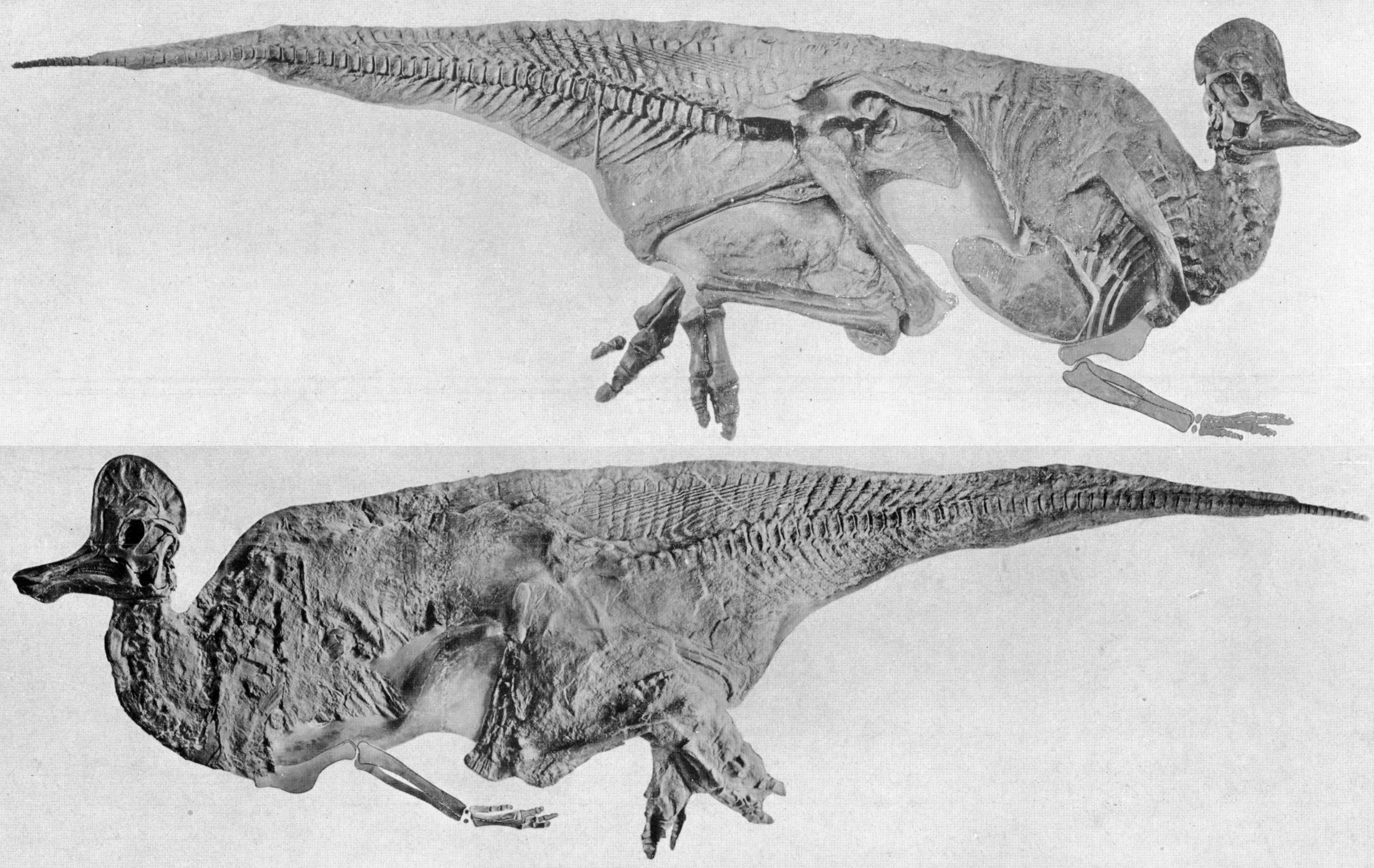
Espécime de holótipo fóssil AMNH 5240 parcialmente coberto por impressões de pele

O primeiro espécime, AMNH 5240, foi descoberto em 1911 por Barnum Brown em Red Deer, Alberta, e assegurado por ele no outono de 1912. Além de um esqueleto quase completo, a descoberta foi notável porque impressões de grande parte da pele da criatura também sobreviveram. O espécime veio do Grupo Belly River da província. O lado esquerdo ou inferior do esqueleto foi preservado em argila carbonácea, dificultando a exposição da pele aos elementos. O esqueleto era articulado e faltavam apenas os últimos 0,61 metros da cauda e das patas dianteiras. Tanto as escápulas quanto os coracoides são preservados na posição, mas o resto das patas dianteiras se foram (exceto falanges e pedaços dos úmeros, ulnas e rádios). Aparentemente, as patas dianteiras restantes foram desgastadas ou erodidas. Impressões do tegumento foram preservadas cobrindo uma grande parte do contorno do esqueleto e mostram a forma do corpo. Outro espécime, AMNH 5338, foi encontrado em 1914 por Brown e Peter Kaisen. Ambos os espécimes estão agora abrigados no Museu Americano de História Natural em suas poses originais de morte.

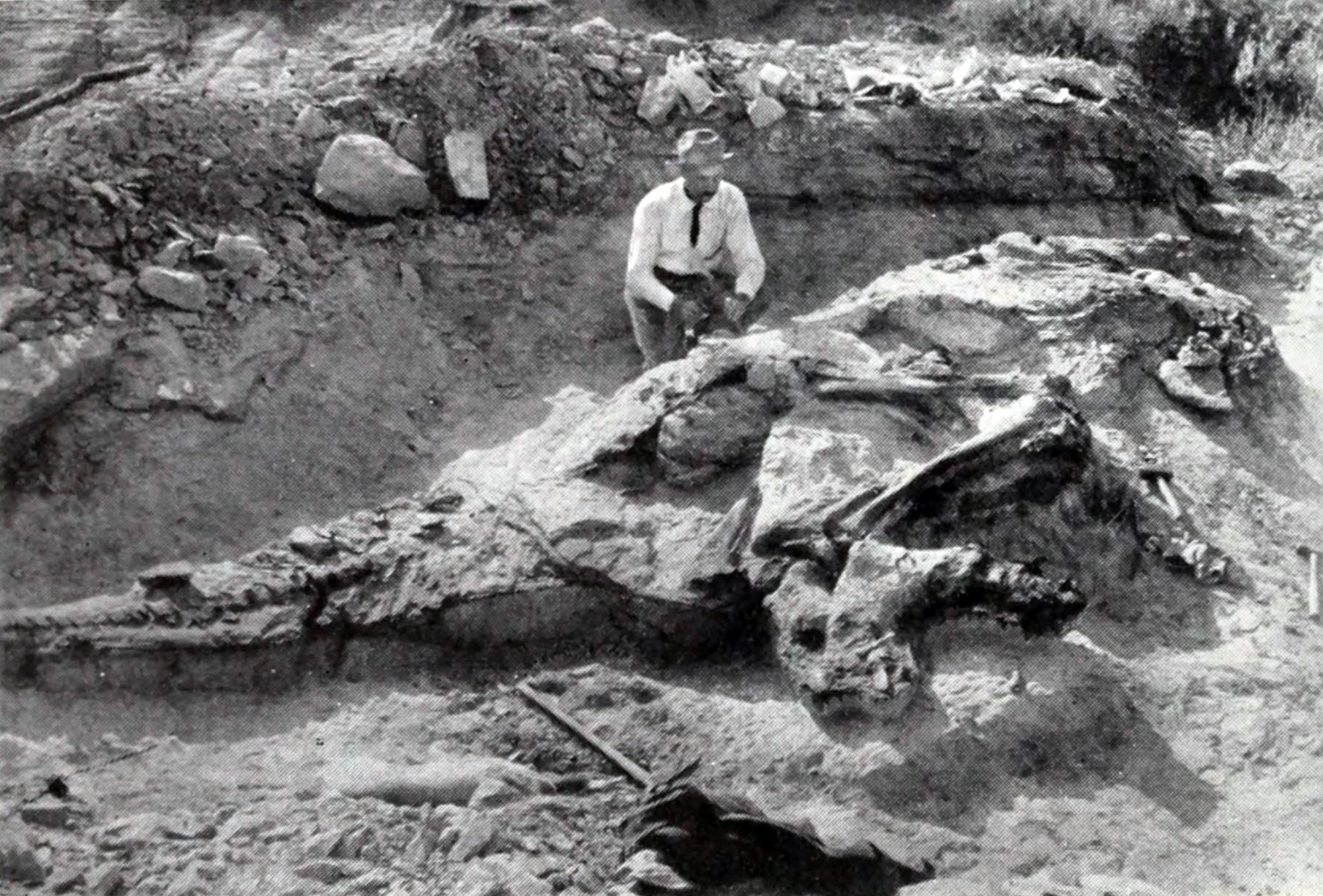
Escavação do espécime holótipo de C. casuarius no Rio Red Deer

A espécie-tipo, Corythosaurus casuarius, foi nomeada por Barnum Brown em 1914, com base no primeiro espécime coletado por ele em 1912. AMNH 5240 é, portanto, o holótipo. Em 1916, o autor original, Brown, publicou uma descrição mais detalhada que também foi baseada em AMNH 5338, que é, portanto, o plesiótipo. Corythosaurus está entre muitos lambeossauríneos que possuem cristas e foi a crista que empresta ao gênero seu nome. O nome genérico Corythosaurus é derivado do grego κόρυθος, (korythos), "capacete coríntio", e significa "lagarto com capacete". O nome específico, casuarius, refere-se ao casuar, um pássaro com uma crista craniana semelhante. O nome científico completo de Corythosaurus casuarius significa, portanto, "réptil semelhante ao casuar, com uma crista de capacete coríntia".

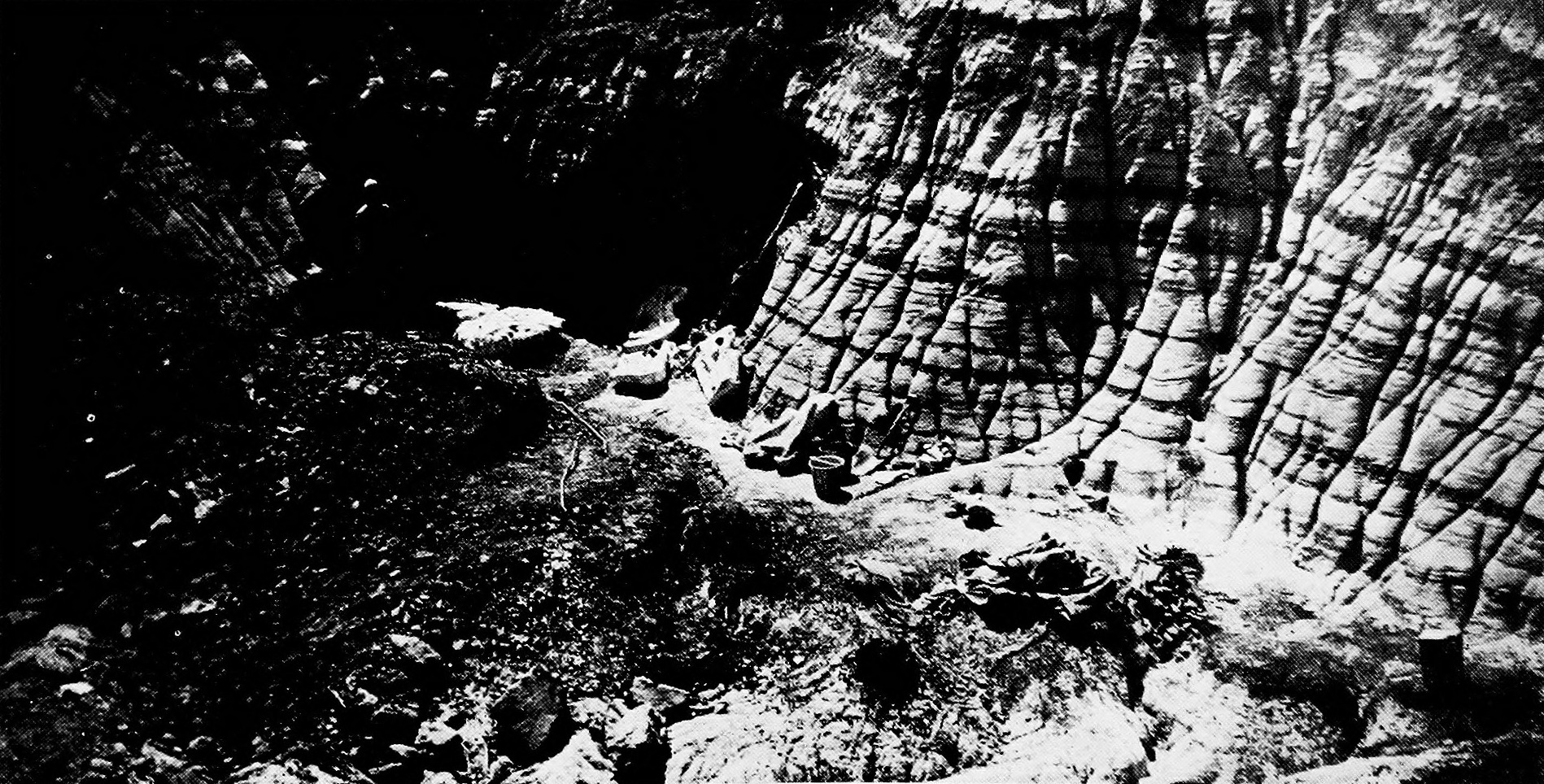
Pedreira com um dos exemplares perdidos no mar em 1916

Os dois espécimes mais bem preservados de Corythosaurus, encontrados por Charles H. Sternberg em 1912, foram perdidos em 6 de dezembro de 1916, enquanto eram transportados pelo SS Mount Temple para o Reino Unido durante a Primeira Guerra Mundial. Eles estavam sendo enviados para Arthur Smith Woodward, um paleontólogo do Museu de História Natural de Londres na Inglaterra, quando o navio que os transportava foi afundado pelo navio mercante de assalto alemão SMS Möwe no meio do oceano.
Anteriormente, havia até sete espécies descritas, incluindo C. casuarius, C. bicristatus (Parks 1935), C. brevicristatus (Parks 1935), C. excavatus (Gilmore 1923), C. frontalis (Parks 1935) e C. intermedius (Parks 1923). Em 1975, Peter Dodson estudou as diferenças entre os crânios e cristas de diferentes espécies de dinossauros lambeosauríneos. Ele descobriu que as diferenças em tamanho e forma podem ter sido relacionadas ao sexo e idade do animal. Apenas uma espécie é atualmente reconhecida com certeza, C. casuarius, embora C. intermedius tenha sido reconhecido como válido em alguns estudos. É baseado no espécime ROM 776, um crânio encontrado por Levi Sternberg em 1920, foi nomeado por William Parks em 1923. Originalmente, ele o nomeou Stephanosaurus intermedius no início daquele ano. O nome específico de C. intermedius é derivado de sua posição intermediária aparente de acordo com Parks. C. intermedius viveu em um momento um pouco mais tarde no Campaniano do que C. casuarius e as duas espécies não são idênticas, o que apoiou a separação delas em um estudo de 2009. A espécie inválida, C. excavatus (espécime UALVP 13), foi baseada apenas em um crânio encontrado em 1920 e não seria reunida com o restante de seus restos mortais até 2012.

## Descrição

### Tamanho

Tamanho de C. casuarius (esquerda, vermelho) e C. intermedius (direita, amarelo) comparado a um humano.

Benson et al. (2012) estimaram que o Corythosaurus tinha um comprimento médio de nove metros. Em 1962, Edwin H. Colbert usou modelos de dinossauros específicos, incluindo o Corythosaurus, para estimar seu peso. O modelo do Corythosaurus usado foi modelado por Vincent Fusco, a partir de um esqueleto montado, e supervisionado por Barnum Brown. Após os testes, concluiu-se que a massa corporal média do Corythosaurus era de 3,82 toneladas. O comprimento total do espécime de Corythosaurus AMNH 5240 foi de 8,1 m de comprimento, com um peso próximo a 3,1 toneladas. Em 2016, Gregory S. Paul estimou que C. casuarius atingiu oito metrosde comprimento e 2,8 toneladas de peso e que C. intermedius atingiu 7,7 metros de comprimento e 2,5 toneladas de peso. Um "espécime morfologicamente de tamanho adulto" de C. casuarius mediu aproximadamente nove metros de comprimento.

### Crânio

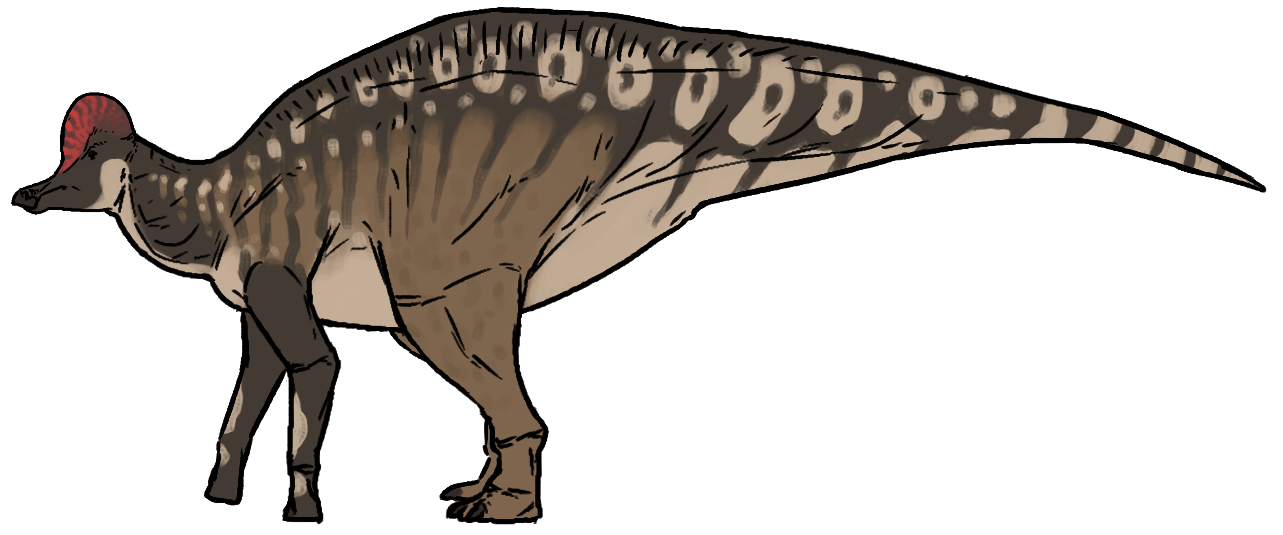
Restauração da vida de C. casuarius

Proporcionalmente, seu crânio é muito mais curto e menor do que o de Edmontosaurus (anteriormente Trachodon), Kritosaurus ou Saurolophus. Mas, quando se inclui sua crista, sua área superficial é quase tão grande. Já foram encontrados mais de vinte crânios deste dinossauro. Assim como outros lambeossauríneos, o animal tinha uma crista alta, elaborada e óssea no topo do crânio que continha as passagens nasais alongadas. As passagens nasais se estendiam para dentro da crista, primeiro em bolsos separados nas laterais, depois em uma única câmara central e depois para o sistema respiratório. O crânio do espécime tipo não tem impressões dérmicas. Durante a preservação, ele foi comprimido lateralmente e a largura agora é cerca de dois terços do que teria sido na vida real. De acordo com Brown, a compressão também fez com que as nasais se deslocassem onde pressionavam os pré-maxilares. Como foram pressionadas nos pré-maxilares, as nasais teriam fechado as narinas. Além da compressão, o crânio parece estar normal.
Como mencionado anteriormente, as cristas do Corythosaurus se assemelham às de um casuar. Elas são formadas por uma combinação de ossos pra-maxilares superiores, nasais, pré-frontais e frontais, como em Saurolophus, mas em vez de se projetarem para trás como uma espinha, elas se elevam para formar o ponto mais alto acima da órbita. As duas metades da crista são separadas por uma sutura mediana. Na frente da órbita, a crista é feita de osso grosso.

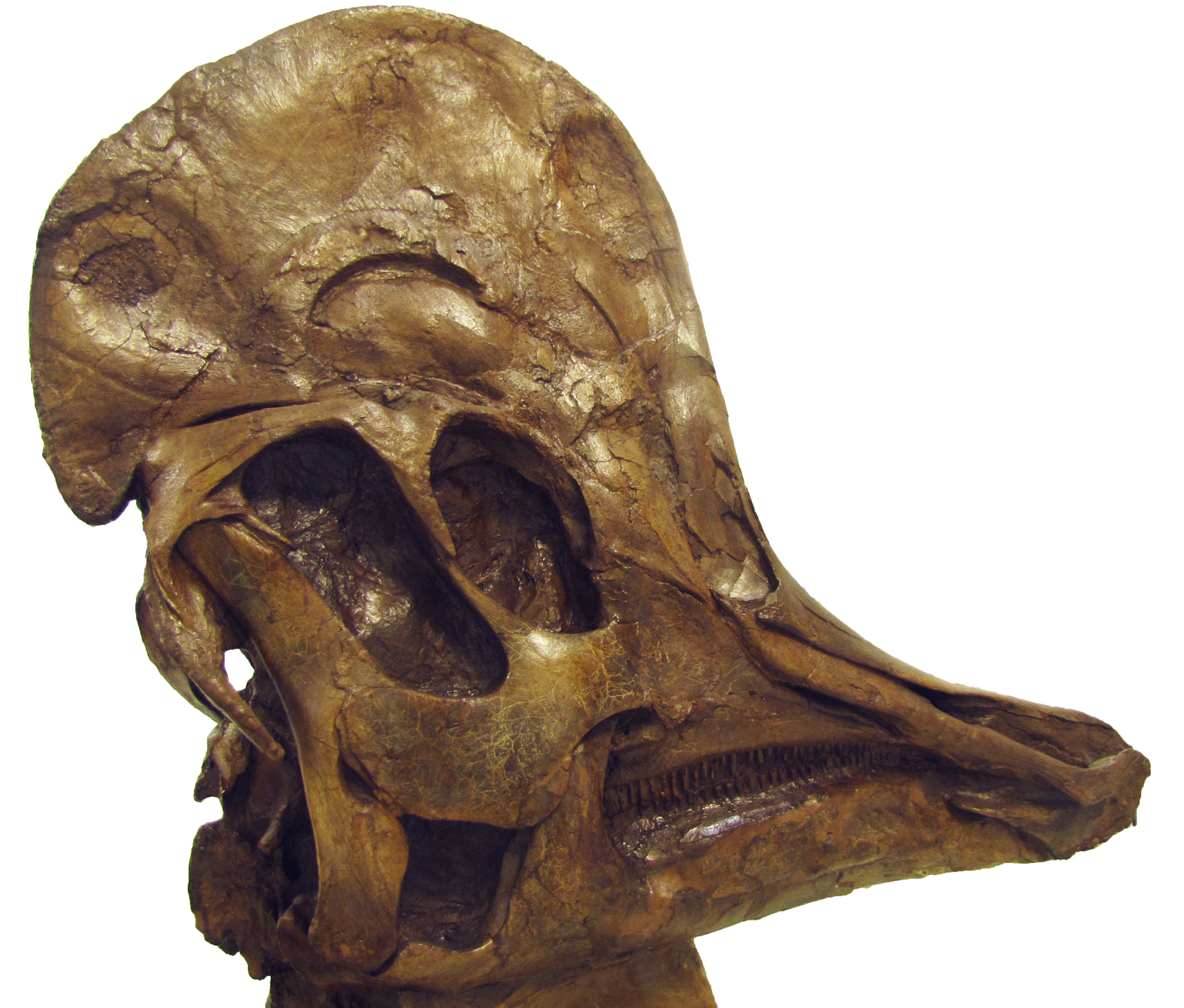
Crânio do espécime tipo

As nasais constituem a maior parte da crista. Brown supôs que elas se estendiam da ponta do bico até o ponto mais alto ao longo da crista e que, diferentemente das de outros gêneros, as nasais se encontram no centro e não são separadas na frente por um processo pré-maxilar ascendente. No entanto, Brown confundiu as pré-maxilas com as nasais. O focinho é, na verdade, amplamente formado por elas e elas separam as nasais. Brown também pensou que, na parte superior e posterior da crista, toda a face externa é coberta pelas frontais. Novamente ele cometeu um erro, pois o que ele supôs serem as frontais são, na verdade, as nasais. As nasais terminam na parte posterior dos esquamosais em um processo curto e em forma de gancho. Os pré-frontais também constituem parte da crista. No entanto, Brown confundiu o ramo superior inferior da pré-maxila com o pré-frontal. O pré-frontal real, que tem formato triangular, está localizado na lateral da base da crista. Foi visto por Brown como parte do frontal. Os frontais reais, que são em grande parte internos à estrutura da base da crista, não são visíveis de lado.
A boca do holótipo de Corythosaurus era estreita. Cada um dos pré-maxilares forma duas longas dobras que envolvem passagens de ar estendendo as passagens nasais até a frente do focinho. Lá, estes terminam em aberturas estreitas, às vezes chamadas de "pseudonares", que são narinas ósseas falsas. Estas foram confundidas por Brown com as narinas verdadeiras. Estas estão na verdade situadas dentro da crista, acima das órbitas oculares. Como em Saurolophus, a porção expandida do pré-maxilar na frente da abertura do pseudonaris é alongada. Em comparação, o bico de Kritosaurus é curto e as pseudonares se estendem para a frente. No final do bico de Corythosaurus, as duas pseudonares se unem em uma. Devido à sua identificação incorreta, Brown presumiu que o processo inferior do pré-maxilar do holótipo era mais curto do que em Kritosaurus e Saurolophus e que o processo não se une ao lacrimal, o que é outra diferença desses gêneros.
A mandíbula inferior do holótipo tem 66,9 centímetros de comprimento e 10 centímetros de profundidade. O comprimento total da crista do bico até a ponta mais alta do espécime tipo é de 83,7 centímetros, seu comprimento total é de 81,2 centímetros e sua altura é de 70,8 centímetros.

### Impressões de pele

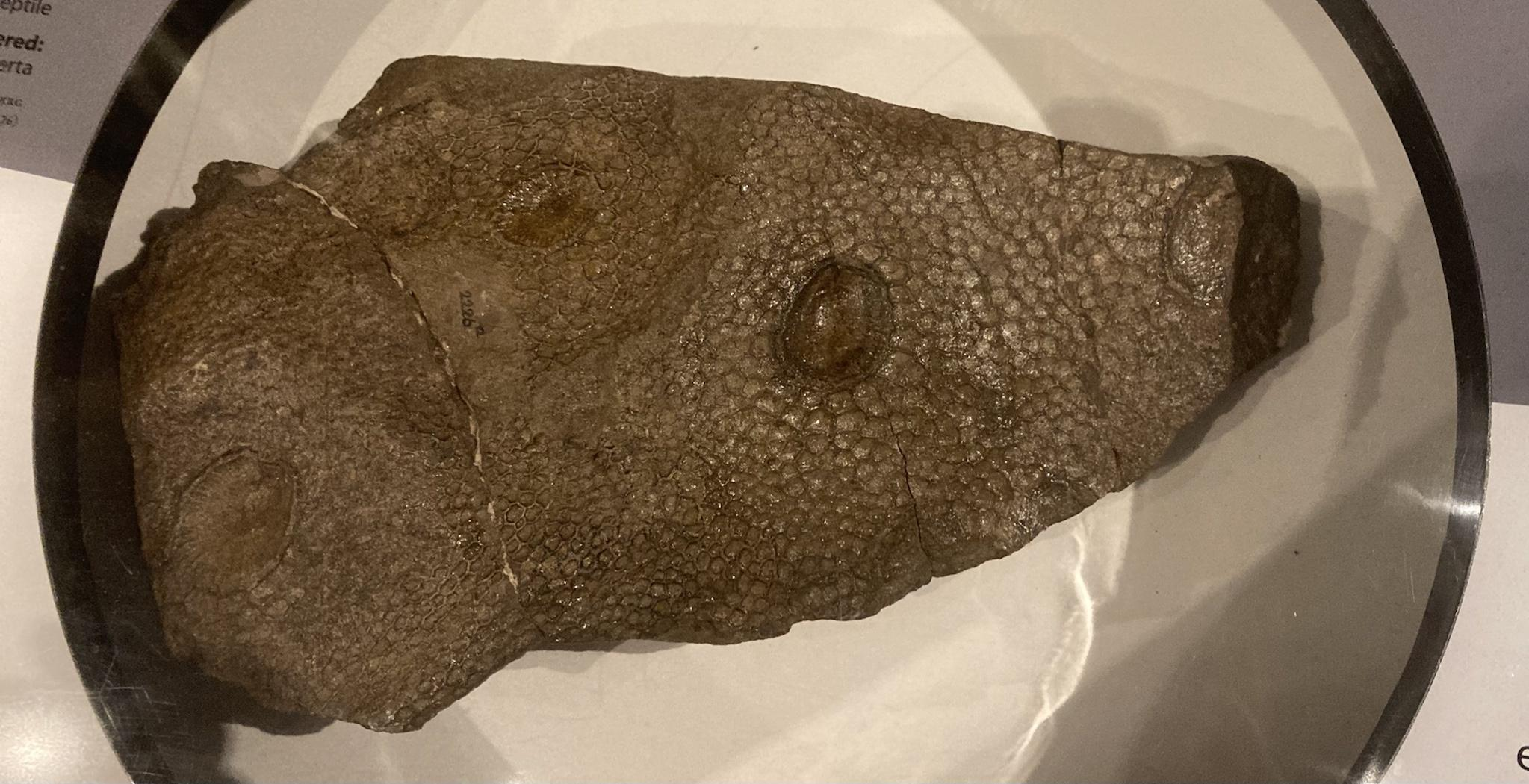
Réplica de impressões de pele

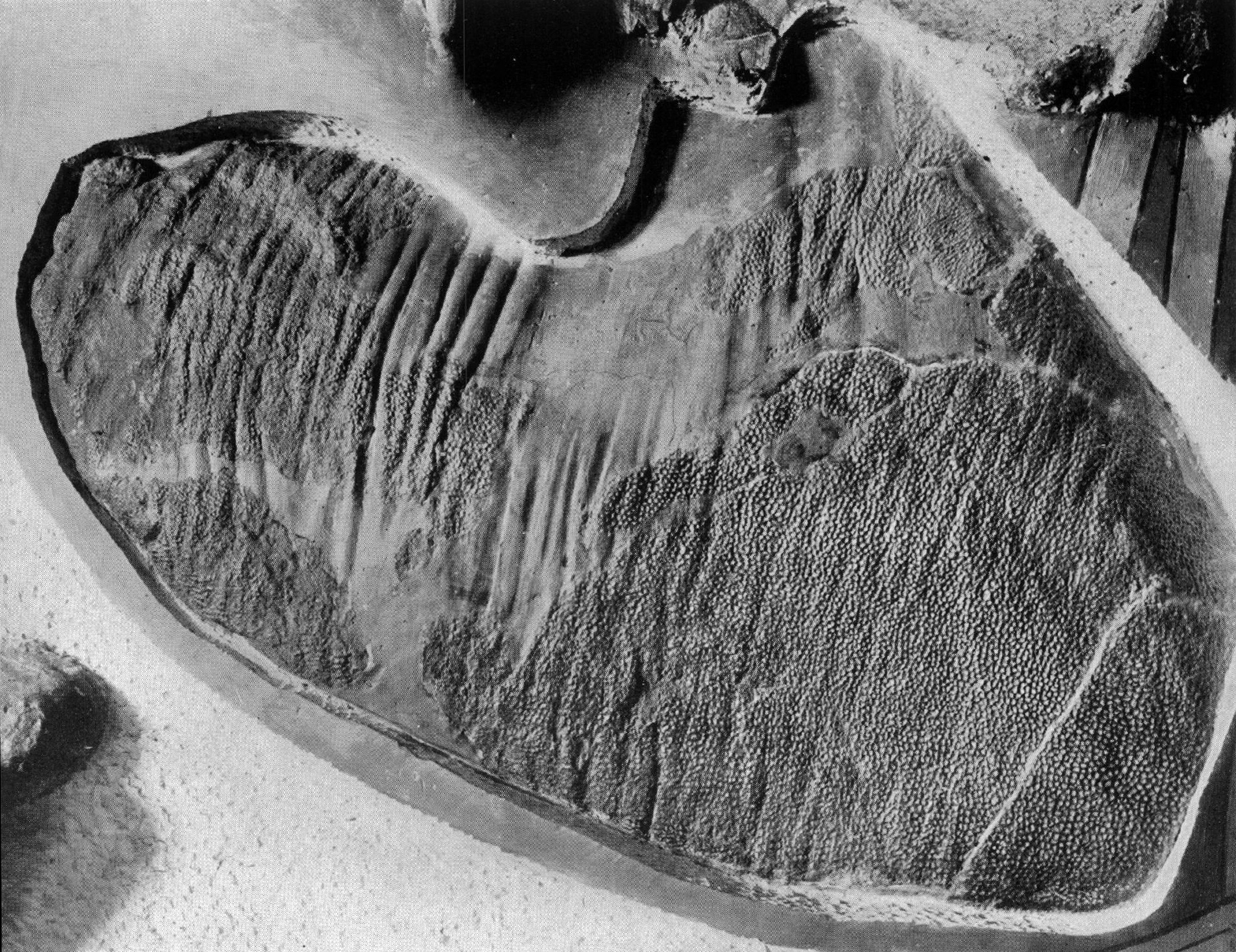
Impressões de pele abdominal de Brown (1916)

No holótipo de C. casuarius, os lados e a cauda são cobertos por escamas de vários tipos. Escamas tuberculadas poligonais, cobertas por pequenas saliências, variam em tamanho pelo corpo. Escamas cônicas semelhantes a lapas são preservadas apenas em uma dobra de pele preservada na parte de trás da tíbia, mas isso provavelmente era da parte inferior da barriga em vez da perna. Separando as escamas poligonais de C. casuarius estão escamas semelhantes a escudos, dispostas próximas umas das outras em fileiras. Tendões ossificados estão presentes em todas as vértebras, exceto aquelas na região cervical. Em nenhuma vértebra os tendões se estendem abaixo dos processos transversos. Cada tendão é achatado em sua origem, transversalmente ovoide na haste central e termina em um ponto arredondado.
Além daquelas encontradas em Corythosaurus casuarius, impressões extensas de pele foram encontradas em Edmontosaurus annectens e tegumento notável também foi encontrado em Brachylophosaurus canadensis, Gryposaurus notabilis, Parasaurolophus walkeri, Lambeosaurus magnicristatus, Lambeosaurus lambei, Saurolophus angustirostris e em ornitópodes não identificados. Estes, como exceção de B. canadensis, têm escamas poligonais preservadas. As escamas em L. lambei, S. angustirostris e C. casuarius são todas semelhantes. Corythosaurus é um dos poucos hadrossaurídeos que têm impressões de pele preservadas nos membros posteriores e pés. Um estudo em 2013 mostrou que, entre os hadrossaurídeos, Saurolophus angustirostris preservou o melhor e mais completo tegumento dos pés e membros, embora outras espécies como S. osborni, Edmontosaurus annectens e Lambeosaurus lambei (= L. clavinitialis) compartilhem uma quantidade razoável de tecido preservado nessas regiões.
Antigamente, pensava-se que esse dinossauro vivia principalmente na água, devido à aparência de mãos e pés palmados. No entanto, mais tarde foi descoberto que as chamadas "teias" eram, na verdade, acolchoamentos desinflados, muito parecidos com os encontrados em muitos mamíferos modernos.

### Características distintivas

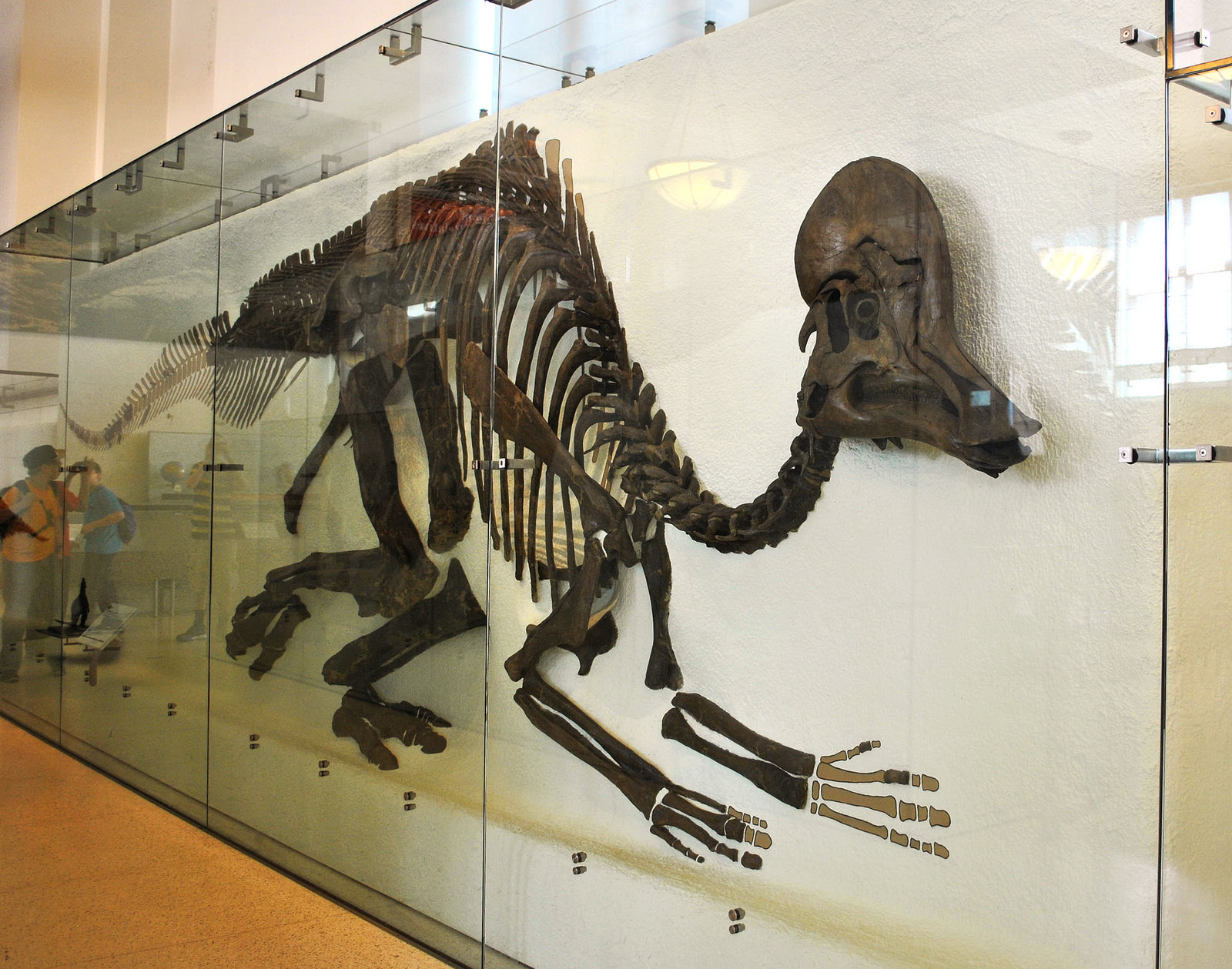
Esqueleto no Museu Americano de História Natural

Um conjunto de caracteres foi indicado por Barnum Brown em 1914 para distinguir o Corythosaurus de todos os outros hadrossaurídeos de Alberta. Estes incluem um crânio comparativamente curto com uma crista alta em forma de capacete formada pelos nasais, pré-frontais e frontais; os nasais não sendo separados na frente pelos pré-maxilares; um bico estreito com uma expansão na frente de uma região nasal alongada; e uma pequena abertura narinal.
Em 1916, Brown expandiu o conjunto de caracteres. Na versão revisada, essas características extras incluem um crânio comparativamente curto com uma crista alta em forma de capacete formada pelos nasais, pré-frontais e frontais; os nasais não sendo separados na frente pelos pré-maxilares; um bico estreito; seção expandida na frente das narinas alongadas; uma pequena abertura narial; uma fórmula vertebral de 15 cervicais, 19 dorsais, oito sacrais e pelo menos 61 caudais (podendo haver mais); posse de espinhos dorsais de altura média; espinhos caudais anteriores altos; arcos hemais longos; escápulas longas que possuem uma lâmina de largura média; um rádio consideravelmente mais longo que o úmero; metacarpos comparativamente curtos, um ílio anteriormente decurvado; um ísquio longo com uma expansão terminal semelhante a um pé; um púbis com uma lâmina anterior curta e amplamente expandida na extremidade; um fêmur mais longo que a tíbia; as falanges dos pés são curtas; que o tegumento sobre os lados e a cauda é composto de escamas tuberculadas poligonais sem padrão, mas graduadas em tamanho em diferentes partes do corpo; e uma barriga com fileiras longitudinais de grandes escamas cônicas semelhantes a lapas separadas por tubérculos poligonais uniformemente grandes.

## Classificação

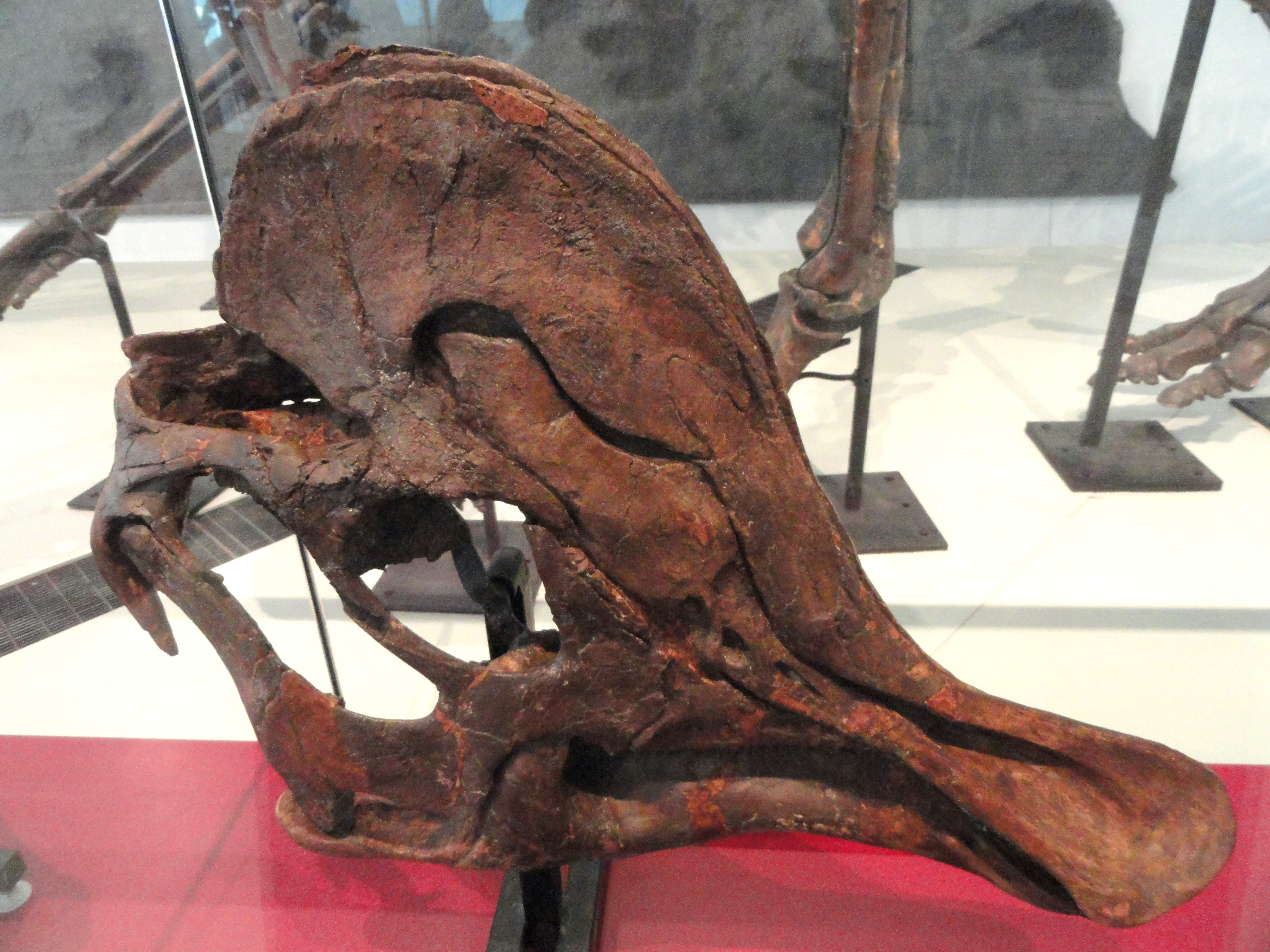
ROM 870, o crânio de um subadulto, originalmente nomeado como uma espécie separada, C. brevicristatus

Originalmente, Brown se referiu ao Corythosaurus como um membro da família Trachodontidae (agora Hadrosauridae). Dentre os Trachodontidae estavam as subfamílias Trachodontinae e Saurolophinae. Brown classificou Hadrosaurus, Trachodon, Claosaurus e Kritosaurus em Trachodontinae, enquanto ele classificou Corythosaurus, Stephanosaurus e Saurolophus em Saurolophinae.
Mais tarde, Brown revisou a filogenia do Corythosaurus, descobrindo que ele era intimamente relacionado e possivelmente ancestral do Hypacrosaurus. As únicas diferenças que ele encontrou entre eles foram o desenvolvimento das vértebras e as proporções das pernas. Durante um estudo dos ílios dos dinossauros na década de 1920, Alfred Sherwood Romer propôs que as duas ordens de dinossauros poderiam ter evoluído separadamente e que as aves, com base na forma e nas proporções de seus ílios, poderiam ser verdadeiramente ornitísquios especializados. Ele usou tanto o Tyrannosaurus quanto o Corythosaurus como um modelo base para analisar qual teoria é mais provavelmente verdadeira. Ele descobriu que, embora as aves sejam consideradas saurisquianos, é muito plausível que elas tenham desenvolvido sua musculatura pélvica e anatomia específicas se evoluíram de ornitísquios como o Corythosaurus. No entanto, embora a estrutura pélvica do Corythosaurus e de outros ornitísquios tenha uma semelhança superficial maior com as aves do que a pélvis saurisquiana, as aves são agora conhecidas por serem terópodes maniraptoranos altamente derivados.
O Corythosaurus é atualmente classificado como um hadrossaurídeo na subfamília Lambeosaurinae. Ele está relacionado a outros hadrossauros, como Hypacrosaurus, Lambeosaurus e Olorotitan. Com exceção de Olorotitan, todos eles compartilham crânios e cristas de aparência semelhante. No entanto, uma pesquisa publicada em 2003 sugeriu que, embora possua uma crista única, Olorotitan é o parente mais próximo conhecido de Corythosaurus. Benson et al. (2012) descobriram que Corythosaurus estava intimamente relacionado a Velafrons, Nipponosaurus e Hypacrosaurus, com eles formando um grupo de lambeossauros com crista em leque.
Em 2014, um estudo incluindo a descrição de Zhanghenglong foi publicado no periódico PLOS ONE. O estudo incluiu um cladograma quase completo de relações hadrossauroides, incluindo Corythosaurus como o lambeossauríneo mais derivado e sendo o táxon irmão de Hypacrosaurus. O cladograma abaixo é uma versão simplificada incluindo apenas Lambeosaurini.
|  | Sahaliyania |
|  |             |
|  | Amurosaurus |
|  |             |

|  | Lambeosaurus magnicristatus |
|  |                             |
|  | Lambeosaurus lambei         |
|  |                             |

|  | Hypacrosaurus altispinus |
|  |                          |

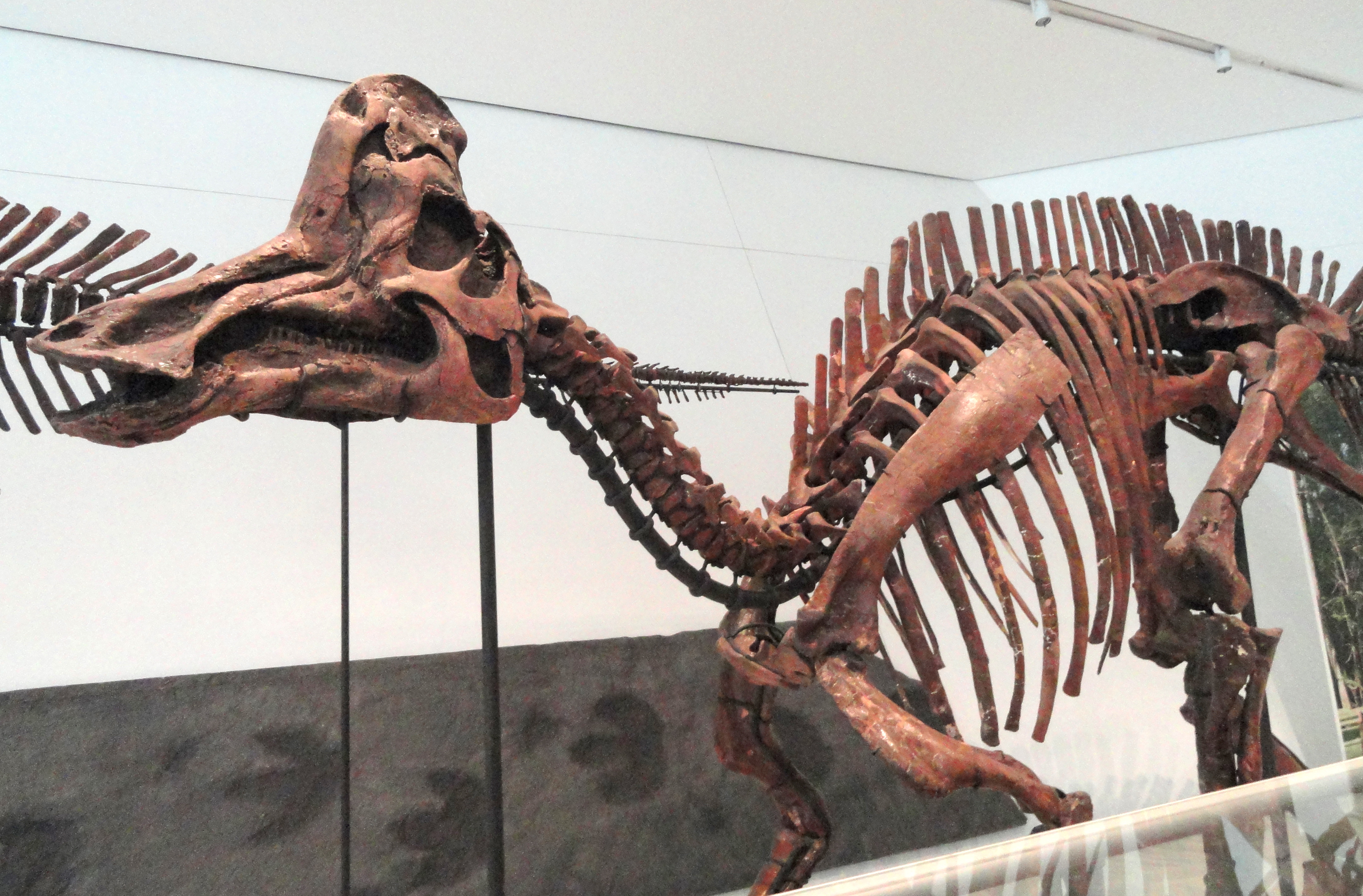
ROM 845, esqueleto montado de Corythosaurus cf. intermedius cf. excavatus Parks 1935 no Museu Real de Ontario

|  | Hypacrosaurus stebingeri |
|  |                          |

|  | Corythosaurus casuarius   |
|  |                           |
|  | Corythosaurus intermedius |
|  |                           |

|  | Hypacrosaurus altispinus |
|  |                          |
|  | Hypacrosaurus stebingeri |
|  |                          |

|  | Corythosaurus casuarius   |
|  |                           |
|  | Corythosaurus intermedius |
|  |                           |

|  | Hypacrosaurus altispinus |
|  |                          |
|  | Hypacrosaurus stebingeri |
|  |                          |

|  | Corythosaurus casuarius   |
|  |                           |
|  | Corythosaurus intermedius |
|  |                           |

|  | Hypacrosaurus altispinus |
|  |                          |
|  | Hypacrosaurus stebingeri |
|  |                          |

|  | Corythosaurus casuarius   |
|  |                           |
|  | Corythosaurus intermedius |
|  |                           |

|  | Hypacrosaurus altispinus |
|  |                          |
|  | Hypacrosaurus stebingeri |
|  |                          |

|  | Corythosaurus casuarius   |
|  |                           |
|  | Corythosaurus intermedius |
|  |                           |

|  | Hypacrosaurus altispinus |
|  |                          |
|  | Hypacrosaurus stebingeri |
|  |                          |

|  | Corythosaurus casuarius   |
|  |                           |
|  | Corythosaurus intermedius |
|  |                           |

|  | Hypacrosaurus altispinus |
|  |                          |
|  | Hypacrosaurus stebingeri |
|  |                          |

|  | Corythosaurus casuarius   |
|  |                           |
|  | Corythosaurus intermedius |
|  |                           |

|  | Hypacrosaurus altispinus |
|  |                          |
|  | Hypacrosaurus stebingeri |
|  |                          |

|  | Corythosaurus casuarius   |
|  |                           |
|  | Corythosaurus intermedius |
|  |                           |

|  | Lambeosaurus magnicristatus |
|  |                             |
|  | Lambeosaurus lambei         |
|  |                             |

|  | Hypacrosaurus altispinus |
|  |                          |
|  | Hypacrosaurus stebingeri |
|  |                          |

|  | Corythosaurus casuarius   |
|  |                           |
|  | Corythosaurus intermedius |
|  |                           |

|  | Hypacrosaurus altispinus |
|  |                          |
|  | Hypacrosaurus stebingeri |
|  |                          |

|  | Corythosaurus casuarius   |
|  |                           |
|  | Corythosaurus intermedius |
|  |                           |

|  | Hypacrosaurus altispinus |
|  |                          |
|  | Hypacrosaurus stebingeri |
|  |                          |

|  | Corythosaurus casuarius   |
|  |                           |
|  | Corythosaurus intermedius |
|  |                           |

|  | Hypacrosaurus altispinus |
|  |                          |
|  | Hypacrosaurus stebingeri |
|  |                          |

|  | Corythosaurus casuarius   |
|  |                           |
|  | Corythosaurus intermedius |
|  |                           |

|  | Hypacrosaurus altispinus |
|  |                          |
|  | Hypacrosaurus stebingeri |
|  |                          |

|  | Corythosaurus casuarius   |
|  |                           |
|  | Corythosaurus intermedius |
|  |                           |

|  | Hypacrosaurus altispinus |
|  |                          |
|  | Hypacrosaurus stebingeri |
|  |                          |

|  | Corythosaurus casuarius   |
|  |                           |
|  | Corythosaurus intermedius |
|  |                           |

|  | Hypacrosaurus altispinus |
|  |                          |
|  | Hypacrosaurus stebingeri |
|  |                          |

|  | Corythosaurus casuarius   |
|  |                           |
|  | Corythosaurus intermedius |
|  |                           |

|  | Hypacrosaurus altispinus |
|  |                          |
|  | Hypacrosaurus stebingeri |
|  |                          |

|  | Corythosaurus casuarius   |
|  |                           |
|  | Corythosaurus intermedius |
|  |                           |

|  | Sahaliyania |
|  |             |
|  | Amurosaurus |
|  |             |

|  | Lambeosaurus magnicristatus |
|  |                             |
|  | Lambeosaurus lambei         |
|  |                             |

|  | Hypacrosaurus altispinus |
|  |                          |
|  | Hypacrosaurus stebingeri |
|  |                          |

|  | Corythosaurus casuarius   |
|  |                           |
|  | Corythosaurus intermedius |
|  |                           |

|  | Hypacrosaurus altispinus |
|  |                          |
|  | Hypacrosaurus stebingeri |
|  |                          |

|  | Corythosaurus casuarius   |
|  |                           |
|  | Corythosaurus intermedius |
|  |                           |

|  | Hypacrosaurus altispinus |
|  |                          |
|  | Hypacrosaurus stebingeri |
|  |                          |

|  | Corythosaurus casuarius   |
|  |                           |
|  | Corythosaurus intermedius |
|  |                           |

|  | Hypacrosaurus altispinus |
|  |                          |
|  | Hypacrosaurus stebingeri |
|  |                          |

|  | Corythosaurus casuarius   |
|  |                           |
|  | Corythosaurus intermedius |
|  |                           |

|  | Hypacrosaurus altispinus |
|  |                          |
|  | Hypacrosaurus stebingeri |
|  |                          |

|  | Corythosaurus casuarius   |
|  |                           |
|  | Corythosaurus intermedius |
|  |                           |

|  | Hypacrosaurus altispinus |
|  |                          |
|  | Hypacrosaurus stebingeri |
|  |                          |

|  | Corythosaurus casuarius   |
|  |                           |
|  | Corythosaurus intermedius |
|  |                           |

|  | Hypacrosaurus altispinus |
|  |                          |
|  | Hypacrosaurus stebingeri |
|  |                          |

|  | Corythosaurus casuarius   |
|  |                           |
|  | Corythosaurus intermedius |
|  |                           |

|  | Hypacrosaurus altispinus |
|  |                          |
|  | Hypacrosaurus stebingeri |
|  |                          |

|  | Corythosaurus casuarius   |
|  |                           |
|  | Corythosaurus intermedius |
|  |                           |

|  | Lambeosaurus magnicristatus |
|  |                             |
|  | Lambeosaurus lambei         |
|  |                             |

|  | Hypacrosaurus altispinus |
|  |                          |
|  | Hypacrosaurus stebingeri |
|  |                          |

|  | Corythosaurus casuarius   |
|  |                           |
|  | Corythosaurus intermedius |
|  |                           |

|  | Hypacrosaurus altispinus |
|  |                          |
|  | Hypacrosaurus stebingeri |
|  |                          |

|  | Corythosaurus casuarius   |
|  |                           |
|  | Corythosaurus intermedius |
|  |                           |

|  | Hypacrosaurus altispinus |
|  |                          |
|  | Hypacrosaurus stebingeri |
|  |                          |

|  | Corythosaurus casuarius   |
|  |                           |
|  | Corythosaurus intermedius |
|  |                           |

|  | Hypacrosaurus altispinus |
|  |                          |
|  | Hypacrosaurus stebingeri |
|  |                          |

|  | Corythosaurus casuarius   |
|  |                           |
|  | Corythosaurus intermedius |
|  |                           |

|  | Hypacrosaurus altispinus |
|  |                          |
|  | Hypacrosaurus stebingeri |
|  |                          |

|  | Corythosaurus casuarius   |
|  |                           |
|  | Corythosaurus intermedius |
|  |                           |

|  | Hypacrosaurus altispinus |
|  |                          |
|  | Hypacrosaurus stebingeri |
|  |                          |

|  | Corythosaurus casuarius   |
|  |                           |
|  | Corythosaurus intermedius |
|  |                           |

|  | Hypacrosaurus altispinus |
|  |                          |
|  | Hypacrosaurus stebingeri |
|  |                          |

|  | Corythosaurus casuarius   |
|  |                           |
|  | Corythosaurus intermedius |
|  |                           |

|  | Hypacrosaurus altispinus |
|  |                          |
|  | Hypacrosaurus stebingeri |
|  |                          |

|  | Corythosaurus casuarius   |
|  |                           |
|  | Corythosaurus intermedius |
|  |                           |

|  | Sahaliyania |
|  |             |
|  | Amurosaurus |
|  |             |

|  | Lambeosaurus magnicristatus |
|  |                             |
|  | Lambeosaurus lambei         |
|  |                             |

|  | Hypacrosaurus altispinus |
|  |                          |
|  | Hypacrosaurus stebingeri |
|  |                          |

|  | Corythosaurus casuarius   |
|  |                           |
|  | Corythosaurus intermedius |
|  |                           |

|  | Hypacrosaurus altispinus |
|  |                          |
|  | Hypacrosaurus stebingeri |
|  |                          |

|  | Corythosaurus casuarius   |
|  |                           |
|  | Corythosaurus intermedius |
|  |                           |

|  | Hypacrosaurus altispinus |
|  |                          |
|  | Hypacrosaurus stebingeri |
|  |                          |

|  | Corythosaurus casuarius   |
|  |                           |
|  | Corythosaurus intermedius |
|  |                           |

|  | Hypacrosaurus altispinus |
|  |                          |
|  | Hypacrosaurus stebingeri |
|  |                          |

|  | Corythosaurus casuarius   |
|  |                           |
|  | Corythosaurus intermedius |
|  |                           |

|  | Hypacrosaurus altispinus |
|  |                          |
|  | Hypacrosaurus stebingeri |
|  |                          |

|  | Corythosaurus casuarius   |
|  |                           |
|  | Corythosaurus intermedius |
|  |                           |

|  | Hypacrosaurus altispinus |
|  |                          |
|  | Hypacrosaurus stebingeri |
|  |                          |

|  | Corythosaurus casuarius   |
|  |                           |
|  | Corythosaurus intermedius |
|  |                           |

|  | Hypacrosaurus altispinus |
|  |                          |
|  | Hypacrosaurus stebingeri |
|  |                          |

|  | Corythosaurus casuarius   |
|  |                           |
|  | Corythosaurus intermedius |
|  |                           |

|  | Hypacrosaurus altispinus |
|  |                          |
|  | Hypacrosaurus stebingeri |
|  |                          |

|  | Corythosaurus casuarius   |
|  |                           |
|  | Corythosaurus intermedius |
|  |                           |

|  | Lambeosaurus magnicristatus |
|  |                             |
|  | Lambeosaurus lambei         |
|  |                             |

|  | Hypacrosaurus altispinus |
|  |                          |
|  | Hypacrosaurus stebingeri |
|  |                          |

|  | Corythosaurus casuarius   |
|  |                           |
|  | Corythosaurus intermedius |
|  |                           |

|  | Hypacrosaurus altispinus |
|  |                          |
|  | Hypacrosaurus stebingeri |
|  |                          |

|  | Corythosaurus casuarius   |
|  |                           |
|  | Corythosaurus intermedius |
|  |                           |

|  | Hypacrosaurus altispinus |
|  |                          |
|  | Hypacrosaurus stebingeri |
|  |                          |

|  | Corythosaurus casuarius   |
|  |                           |
|  | Corythosaurus intermedius |
|  |                           |

|  | Hypacrosaurus altispinus |
|  |                          |
|  | Hypacrosaurus stebingeri |
|  |                          |

|  | Corythosaurus casuarius   |
|  |                           |
|  | Corythosaurus intermedius |
|  |                           |

|  | Hypacrosaurus altispinus |
|  |                          |
|  | Hypacrosaurus stebingeri |
|  |                          |

|  | Corythosaurus casuarius   |
|  |                           |
|  | Corythosaurus intermedius |
|  |                           |

|  | Hypacrosaurus altispinus |
|  |                          |
|  | Hypacrosaurus stebingeri |
|  |                          |

|  | Corythosaurus casuarius   |
|  |                           |
|  | Corythosaurus intermedius |
|  |                           |

|  | Hypacrosaurus altispinus |
|  |                          |
|  | Hypacrosaurus stebingeri |
|  |                          |

|  | Corythosaurus casuarius   |
|  |                           |
|  | Corythosaurus intermedius |
|  |                           |

|  | Hypacrosaurus altispinus |
|  |                          |
|  | Hypacrosaurus stebingeri |
|  |                          |

|  | Corythosaurus casuarius   |
|  |                           |
|  | Corythosaurus intermedius |
|  |                           |

|  | Sahaliyania |
|  |             |
|  | Amurosaurus |
|  |             |

|  | Lambeosaurus magnicristatus |
|  |                             |
|  | Lambeosaurus lambei         |
|  |                             |

|  | Hypacrosaurus altispinus |
|  |                          |
|  | Hypacrosaurus stebingeri |
|  |                          |

|  | Corythosaurus casuarius   |
|  |                           |
|  | Corythosaurus intermedius |
|  |                           |

|  | Hypacrosaurus altispinus |
|  |                          |
|  | Hypacrosaurus stebingeri |
|  |                          |

|  | Corythosaurus casuarius   |
|  |                           |
|  | Corythosaurus intermedius |
|  |                           |

|  | Hypacrosaurus altispinus |
|  |                          |
|  | Hypacrosaurus stebingeri |
|  |                          |

|  | Corythosaurus casuarius   |
|  |                           |
|  | Corythosaurus intermedius |
|  |                           |

|  | Hypacrosaurus altispinus |
|  |                          |
|  | Hypacrosaurus stebingeri |
|  |                          |

|  | Corythosaurus casuarius   |
|  |                           |
|  | Corythosaurus intermedius |
|  |                           |

|  | Hypacrosaurus altispinus |
|  |                          |
|  | Hypacrosaurus stebingeri |
|  |                          |

|  | Corythosaurus casuarius   |
|  |                           |
|  | Corythosaurus intermedius |
|  |                           |

|  | Hypacrosaurus altispinus |
|  |                          |
|  | Hypacrosaurus stebingeri |
|  |                          |

|  | Corythosaurus casuarius   |
|  |                           |
|  | Corythosaurus intermedius |
|  |                           |

|  | Hypacrosaurus altispinus |
|  |                          |
|  | Hypacrosaurus stebingeri |
|  |                          |

|  | Corythosaurus casuarius   |
|  |                           |
|  | Corythosaurus intermedius |
|  |                           |

|  | Hypacrosaurus altispinus |
|  |                          |
|  | Hypacrosaurus stebingeri |
|  |                          |

|  | Corythosaurus casuarius   |
|  |                           |
|  | Corythosaurus intermedius |
|  |                           |

|  | Lambeosaurus magnicristatus |
|  |                             |
|  | Lambeosaurus lambei         |
|  |                             |

|  | Hypacrosaurus altispinus |
|  |                          |
|  | Hypacrosaurus stebingeri |
|  |                          |

|  | Corythosaurus casuarius   |
|  |                           |
|  | Corythosaurus intermedius |
|  |                           |

|  | Hypacrosaurus altispinus |
|  |                          |
|  | Hypacrosaurus stebingeri |
|  |                          |

|  | Corythosaurus casuarius   |
|  |                           |
|  | Corythosaurus intermedius |
|  |                           |

|  | Hypacrosaurus altispinus |
|  |                          |
|  | Hypacrosaurus stebingeri |
|  |                          |

|  | Corythosaurus casuarius   |
|  |                           |
|  | Corythosaurus intermedius |
|  |                           |

|  | Hypacrosaurus altispinus |
|  |                          |
|  | Hypacrosaurus stebingeri |
|  |                          |

|  | Corythosaurus casuarius   |
|  |                           |
|  | Corythosaurus intermedius |
|  |                           |

|  | Hypacrosaurus altispinus |
|  |                          |
|  | Hypacrosaurus stebingeri |
|  |                          |

|  | Corythosaurus casuarius   |
|  |                           |
|  | Corythosaurus intermedius |
|  |                           |

|  | Hypacrosaurus altispinus |
|  |                          |
|  | Hypacrosaurus stebingeri |
|  |                          |

|  | Corythosaurus casuarius   |
|  |                           |
|  | Corythosaurus intermedius |
|  |                           |

|  | Hypacrosaurus altispinus |
|  |                          |
|  | Hypacrosaurus stebingeri |
|  |                          |

|  | Corythosaurus casuarius   |
|  |                           |
|  | Corythosaurus intermedius |
|  |                           |

|  | Hypacrosaurus altispinus |
|  |                          |
|  | Hypacrosaurus stebingeri |
|  |                          |

|  | Corythosaurus casuarius   |
|  |                           |
|  | Corythosaurus intermedius |
|  |                           |

## Paleobiologia
Comparações entre os anéis esclerais do Corythosaurus e dos répteis modernos sugerem que ele pode ter sido catemeral, o que significa que era mais ativo ao longo do dia em intervalos curtos. O sentido da audição em hadrossaurídeos, especificamente como Lophorhothon, também parece ter sido bastante desenvolvido por causa de uma lagena alongada. A presença de um estribo fino (um osso do ouvido que é semelhante a uma haste em répteis), combinado com um tímpano grande, implica a existência de um ouvido médio sensível. É possível que os ouvidos dos hadrossaurídeos sejam sensíveis o suficiente para detectar tanto som quanto um crocodilo moderno.

### Função da crista

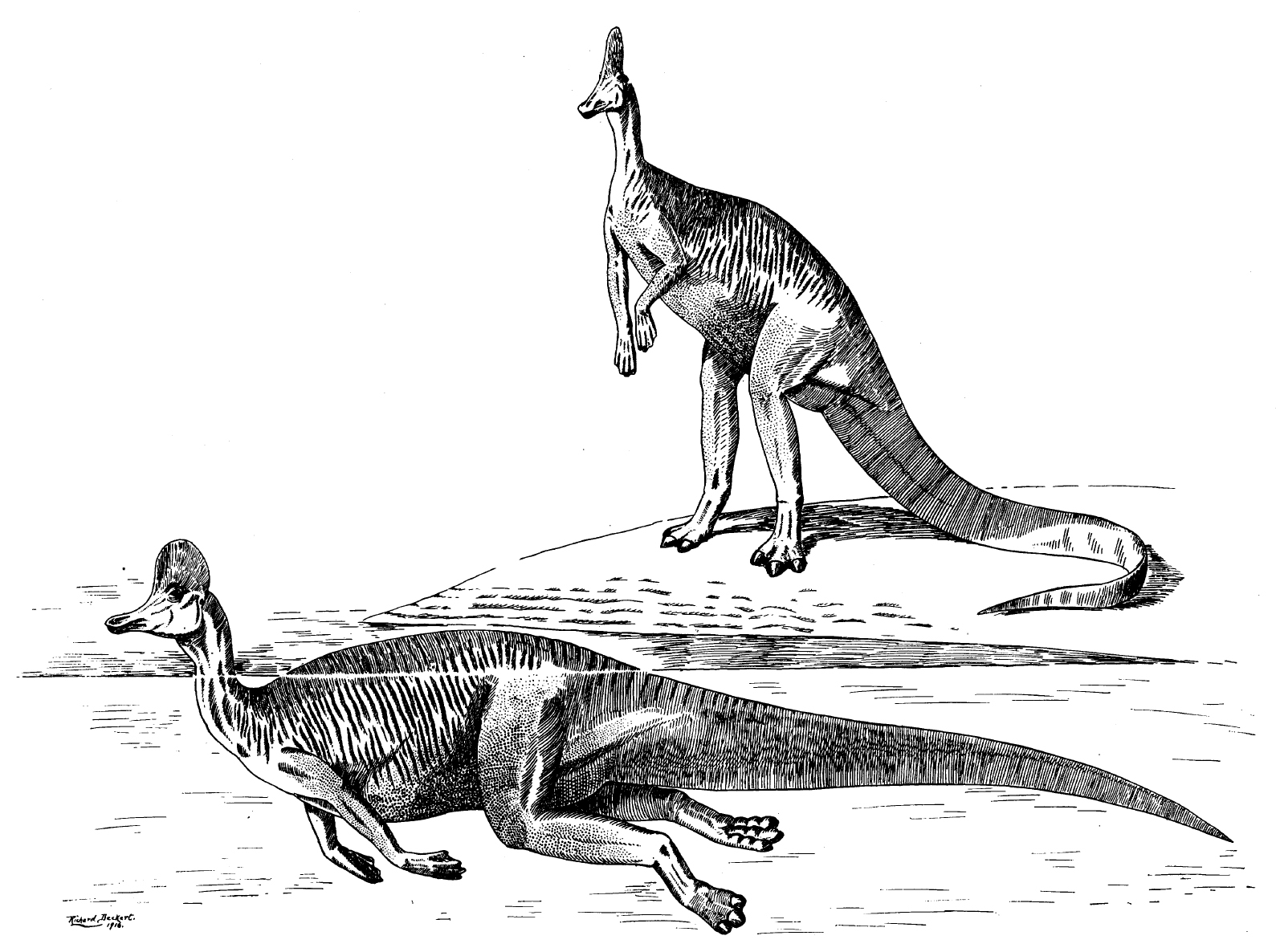
Restauração desatualizada de 1916 mostrando C. casuarius como semi-aquático

As estruturas internas da crista do Corythosaurus são bastante complexas, possibilitando um chamado que poderia ser usado como um aviso ou para atrair um parceiro. As passagens nasais do Corythosaurus, assim como do Hypacrosaurus e do Lambeosaurus, são em forma de "S", com o Parasaurolophus possuindo apenas tubos em forma de "U". Qualquer vocalização viajaria por essas câmaras elaboradas e provavelmente seria amplificada. Cientistas especulam que o Corythosaurus poderia fazer gritos altos e graves "como um instrumento de sopro", como um trombone. Os sons poderiam servir para alertar outros Corythosaurus sobre a presença de comida ou uma ameaça potencial de um predador. As passagens nasais emitem sons de baixa frequência quando o Corythosaurus exala. As cristas individuais produziriam sons diferentes, então é provável que cada espécie de lambeossauríneo tivesse um som único. No entanto, embora o alcance das diferentes passagens nasais dos lambeossauríneos varie muito, todos eles provavelmente emitiam sons graves. Isso pode ocorrer porque sons graves (abaixo de 400 Hz) percorrem uma distância definida em qualquer ambiente, enquanto sons mais agudos (acima de 400 Hz) têm uma extensão maior na distância percorrida.
Quando foram descritos pela primeira vez, os hadrossauros com crista eram considerados aquáticos, uma avaliação baseada incorretamente em membranas que agora são conhecidas como acolchoamento. A teoria era que os animais podiam nadar fundo na água e usar a crista para armazenar ar para respirar. No entanto, agora foi provado que a crista não tinha nenhum furo na ponta e a pressão da água, mesmo a três metros, seria muito grande para os pulmões conseguirem inflar.

### Crescimento

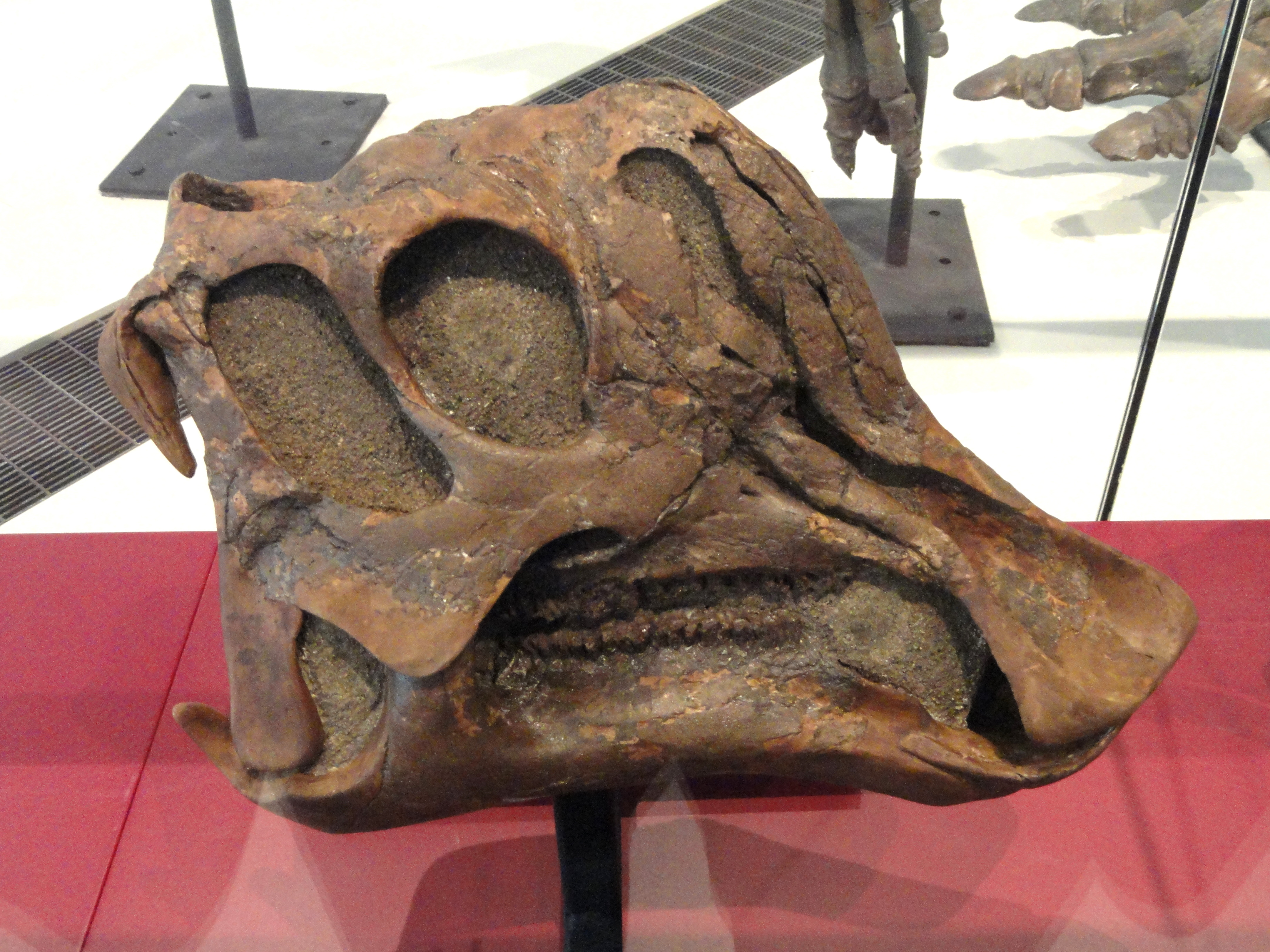
ROM 759, um crânio juvenil, originalmente nomeado como uma espécie separada, Tetragonosaurus erectofrons

Corythosaurus casuarius é um dos poucos lambeossauríneos, junto com Lambeosaurus lambei, Hypacrosaurus stebingeri e H. altispinus, a ter tido juvenis fossilizados atribuídos a ele. Os juvenis são mais difíceis de atribuir a espécies porque, em tenra idade, eles não têm as cristas maiores características dos adultos. À medida que envelhecem, as cristas dos lambeossauríneos tendem a crescer e se tornar mais proeminentes na maturidade. Na Formação Dinosaur Park, mais de cinquenta espécimes articulados foram encontrados, vindos de muitos gêneros diferentes. Entre eles, os juvenis são difíceis de identificar no nível de espécie. Anteriormente, quatro gêneros e treze espécies foram reconhecidos da área da Formação Dinosaur Park quando os paleontólogos usaram diferenças em tamanho e formato de crista para diferenciar os táxons. Os menores espécimes foram identificados como Tetragonosaurus, agora visto como um sinônimo de Procheneosaurus, e os maiores esqueletos foram chamados de Corythosaurus ou Lambeosaurus. Um adulto foi até identificado como Parasaurolophus. Pequenos lambeossauros da Formação Horseshoe Canyon foram chamados de Cheneosaurus.

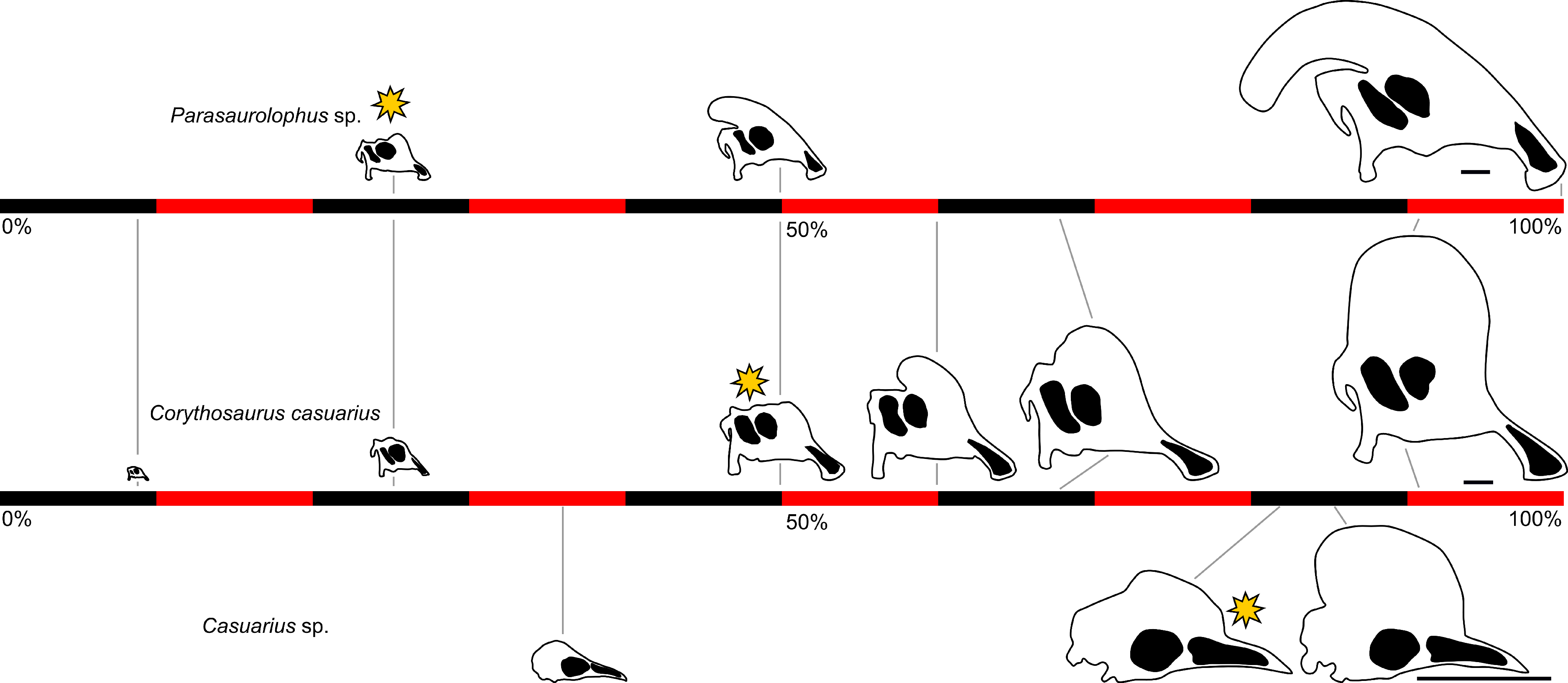
Crescimento do crânio de Parasaurolophus sp., Corythosaurus casuarius e Casuarius sp. As estrelas representam a idade em que o desenvolvimento da crista começa

O Corythosaurus começou a desenvolver sua crista quando tinha metade do tamanho dos adultos, mas os juvenis de Parasaurolophus desenvolveram cristas quando tinham apenas 25% do comprimento dos adultos. O Corythosaurus juvenil, junto com os adultos, tinha uma fontanela pré-maxilar-nasal. Os Corythosaurus jovens e adultos são semelhantes aos Lambeosaurus e Hypacrosaurus, mas diferentes do Parasaurolophus, pois as suturas do crânio são sinuosas, não lisas e retas. Essa característica ajuda a diferenciar as tribos de Parasaurolophini de Lambeosaurini. Geralmente, as cristas de juvenis de lambeossaurinos como Corythosaurus, Lambeosaurus, Hypacrosaurus stebingeri, parasaurolofinos como Parasaurolophus e lambeossauríneos primitivos como Kazaklambia são bastante semelhantes, embora outras características possam ser usadas para distingui-los.
O trabalho de Dodson em 1975 reconheceu que havia muito menos táxons presentes em Alberta. Tetragonosaurus foi identificado como um juvenil de Corythosaurus ou Lambeosaurus. T. erectofrons foi atribuído a Corythosaurus com base principalmente em informações biométricas. O único espécime não típico de Tetragonosaurus, atribuído a T. erectofrons, foi posteriormente considerado como sendo referente a Hypacrosaurus, embora o holótipo da espécie ainda tenha sido considerado como sendo referente a Corythosaurus.

### Dieta
Corythosaurus era um ornitópode, sendo, portanto, um herbívoro. Benson et al. (2012) perceberam que o bico do Corythosaurus era raso e delicado, concluindo que ele deve ter sido usado para se alimentar de vegetação macia. Com base no clima do Cretáceo Superior, eles imaginaram que o Corythosaurus teria sido um alimentador seletivo, comendo apenas as frutas mais suculentas e as folhas mais jovens. Um espécime de Corythosaurus foi preservado com sua última refeição em sua cavidade torácica. Dentro da cavidade havia restos de agulhas de coníferas, sementes, galhos e frutas, o que significa que o Corythosaurus provavelmente se alimentava de tudo isso.

## Paleoecologia

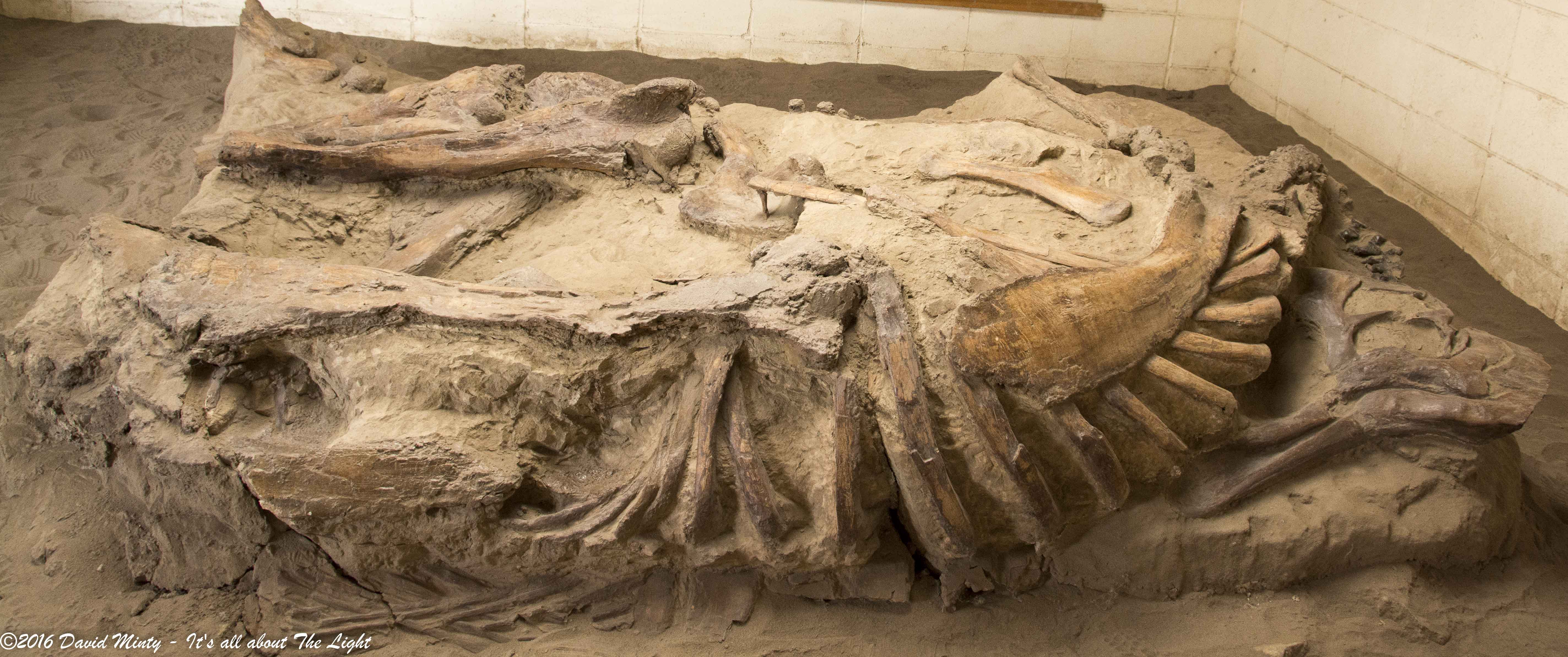
Esqueleto do Parque Provincial dos Dinossauros

Fósseis de Corythosaurus foram encontrados na Formação Oldman superior e na Formação Dinosaur Park inferior do Canadá. A Formação Oldman data do Campaniano, cerca de 77,5 a 76,5 milhões de anos atrás, e a Formação Dinosaur Park data de 76,6 a 74,8 milhões de anos atrás. O gênero Corythosaurus viveu de ~77–75,7 milhões de anos atrás. Na Formação Dinosaur Park, C. casuarius viveu de 76,6 a 75,9 milhões de anos atrás, com C. intermedius vivendo de 75,8 a 75,7 milhões de anos atrás. Na Formação Oldman, C. casuarius, a única espécie dos depósitos, viveu cerca de 77 a 76,5 milhões de anos atrás. O espécime do holótipo era claramente uma carcaça que flutuou em uma praia, já que conchas de Unio, ossos desgastados pela água e uma tartaruga baenídea foram preservados ao redor dela. O Corythosaurus provavelmente vivia em florestas e pode ter vagado ocasionalmente em áreas pantanosas.

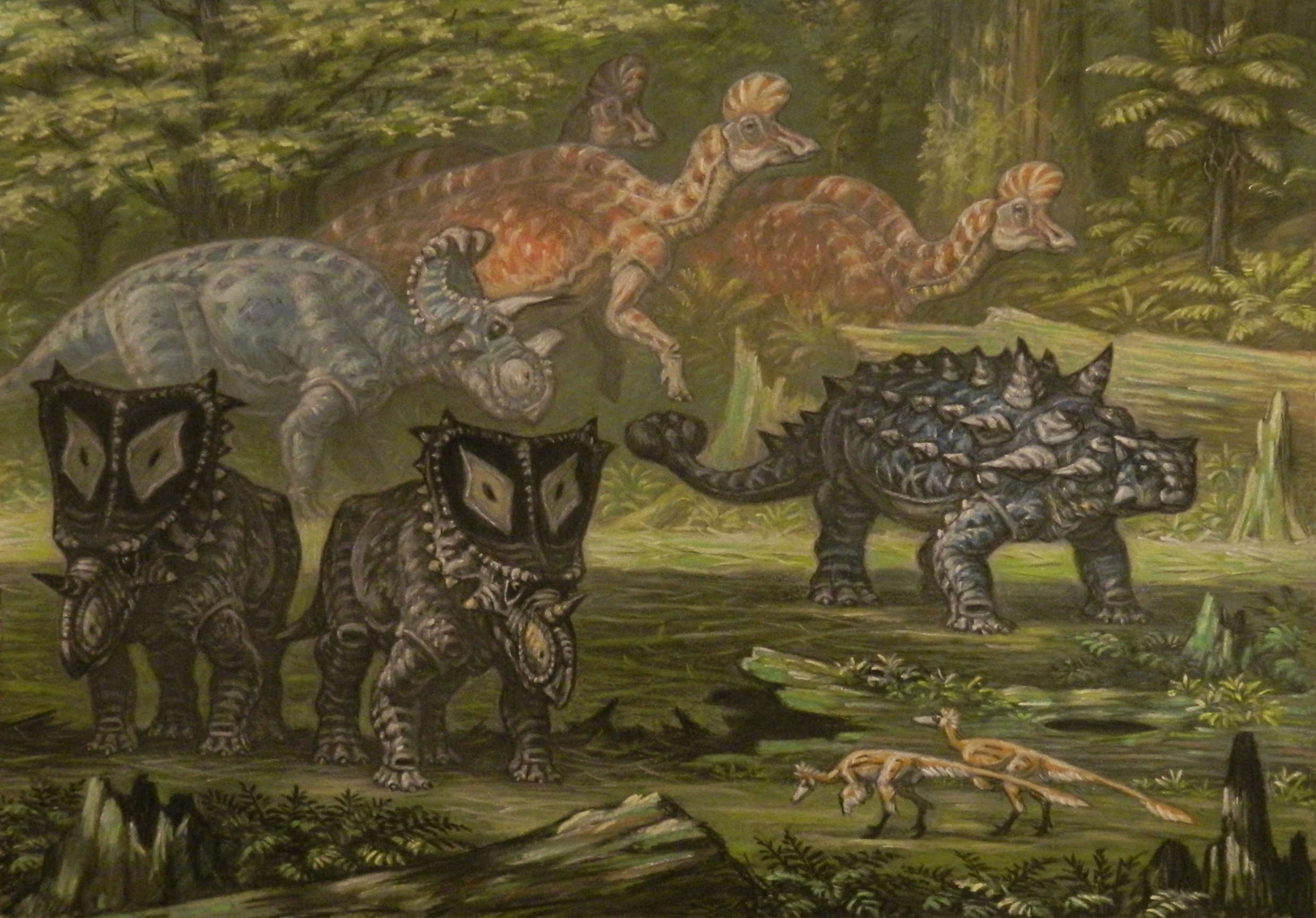
Herbívoros da Formação Oldman, Corythosaurus ao fundo

Uma fauna limitada é conhecida da seção superior da Formação Oldman e Corythosaurus casuarius, bem como C. intermedius, estão entre os táxons. Também da seção da formação estão os terópodes Daspletosaurus e Saurornitholestes, os hadrossaurídeos Brachylophosaurus, Gryposaurus e Parasaurolophus, o anquilossaurídeo Scolosaurus e os ceratopsianos Coronosaurus e Chasmosaurus. Outros gêneros são conhecidos, mas não persistem da seção superior da formação, portanto não sendo contemporâneos de Corythosaurus.
Corythosaurus casuarius é amplamente distribuído por toda a unidade inferior da Formação Dinosaur Park. Nela, Corythosaurus foi encontrado intimamente associado ao ceratopsídeo Centrosaurus apertus. Sua associação foi encontrada nas formações Dinosaur Park, Judith River e Mesaverde, bem como na Bacia do Wind River e na área do Condado de Wheatland. Corythosaurus viveu ao lado de vários outros herbívoros gigantes, como os hadrossaurídeos Gryposaurus e Parasaurolophus, os ceratopsídeos Centrosaurus e Chasmosaurus e os anquilossaurídeos Scolosaurus, Edmontonia, e Dyoplosaurus nos estágios iniciais da formação, Dyoplosaurus, Panoplosaurus, e Euoplocephalus na meia-idade, e apenas Euoplocephalus nos estágios posteriores da formação. Estudos da anatomia e mecânica da mandíbula desses dinossauros sugerem que eles provavelmente ocupavam nichos ecológicos ligeiramente diferentes para evitar a competição direta por comida em um habitat tão lotado. Os únicos grandes predadores conhecidos dos mesmos níveis da formação que o Corythosaurus são os tiranossaurídeos Gorgosaurus  e uma espécie sem nome de Daspletosaurus.
Thomas M. Lehman observou que o Corythosaurus não foi descoberto fora do sul de Alberta, embora seja um dos dinossauros da Judith River mais abundantes na região. Grandes herbívoros como os hadrossauros que viveram na América do Norte durante o Cretáceo Superior tinham "áreas geográficas notavelmente pequenas", apesar de seu grande tamanho corporal e alta mobilidade. Essa distribuição restrita contrasta fortemente com as faunas de mamíferos modernas, cujas áreas de distribuição de grandes herbívoros "tipicamente ... abrangem grande parte de um continente".